# Polygala decumbens
Polygala decumbens är en jungfrulinsväxtart som beskrevs av Alfred William Bennett. Polygala decumbens ingår i släktet jungfrulinssläktet, och familjen jungfrulinsväxter. Inga underarter finns listade i Catalogue of Life.